# Bälinge socken, Södermanland

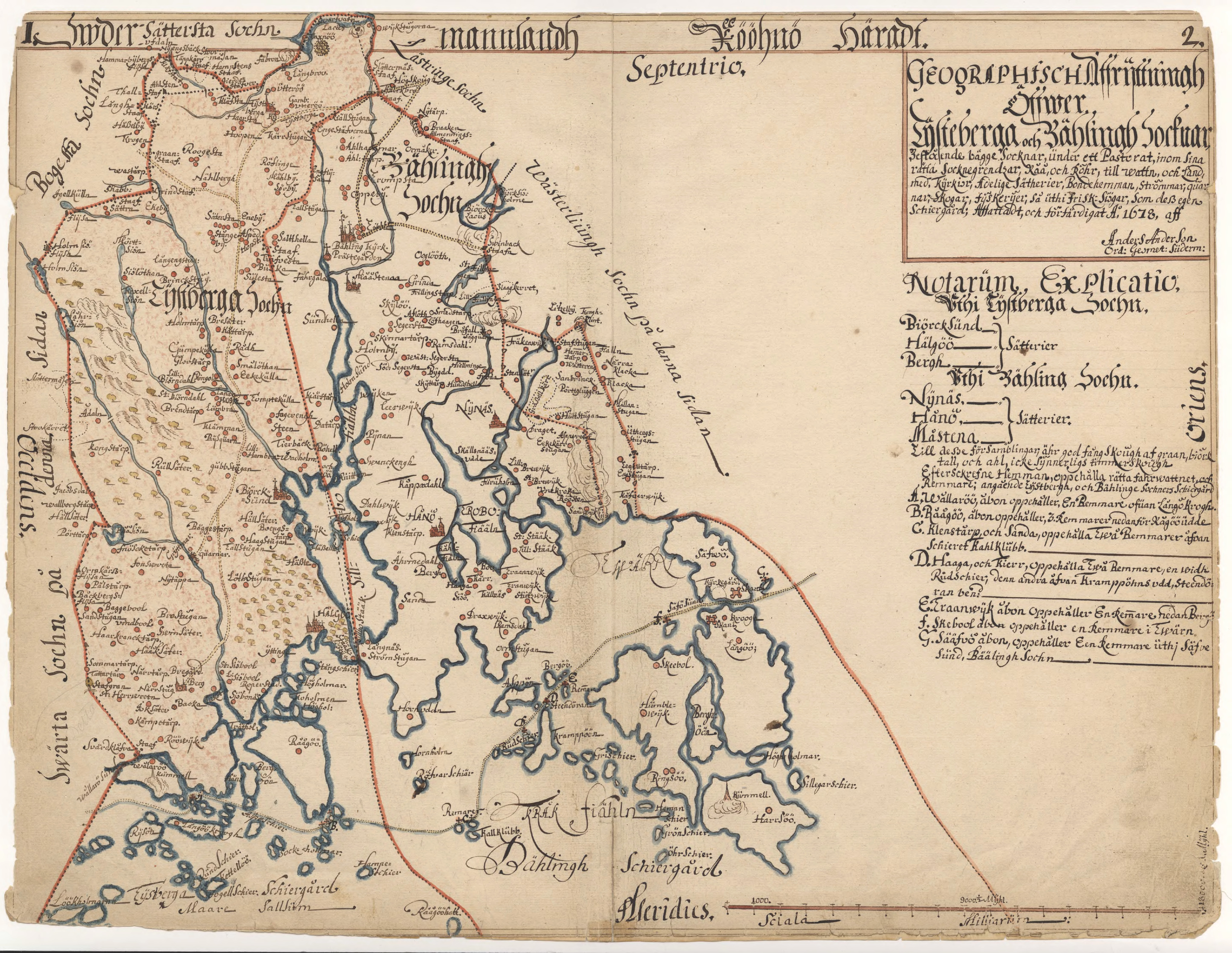
Karta över Tystberga och Bälinge socknar, Södermanland, 1678.

Bälinge socken i Södermanland ingick i Rönö härad och är sedan 1971 en del av Nyköpings kommun, från 2016 inom Tystberga-Bälinge distrikt.
Socknens areal är 99,15 kvadratkilometer, varav 89,81 land. År 1953 fanns här 1 126 invånare. Godsen Nynäs slott, Måstena, Hånö och Oppeby herrgård, anläggningen Studsvik samt sockenkyrkan Bälinge kyrka ligger i socknen.  

## Administrativ historik
Bälinge socken har medeltida ursprung. 
Vid kommunreformen 1862 övergick socknens ansvar för de kyrkliga frågorna till Bälinge församling och för de borgerliga frågorna till Bälinge landskommun. Landskommunen inkorporerades 1952 i Tystberga landskommun som 1971 uppgick i Nyköpings kommun. Församlingen uppgick 1998 i Tystberga-Bälinge församling, vilken 2002 uppgick i Tystbergabygdens församling.
1 januari 2016 inrättades distriktet Tystberga-Bälinge, med samma omfattning som Tystberga-Bälinge församling hade 1999/2000 och fick 1992, och vari detta sockenområde ingår.
Socknen har tillhört län, fögderier, tingslag och domsagor enligt vad som beskrivs i artikeln Rönö härad. De indelta båtsmännen tillhörde Andra Södermanlands båtsmanskompani.

## Geografi

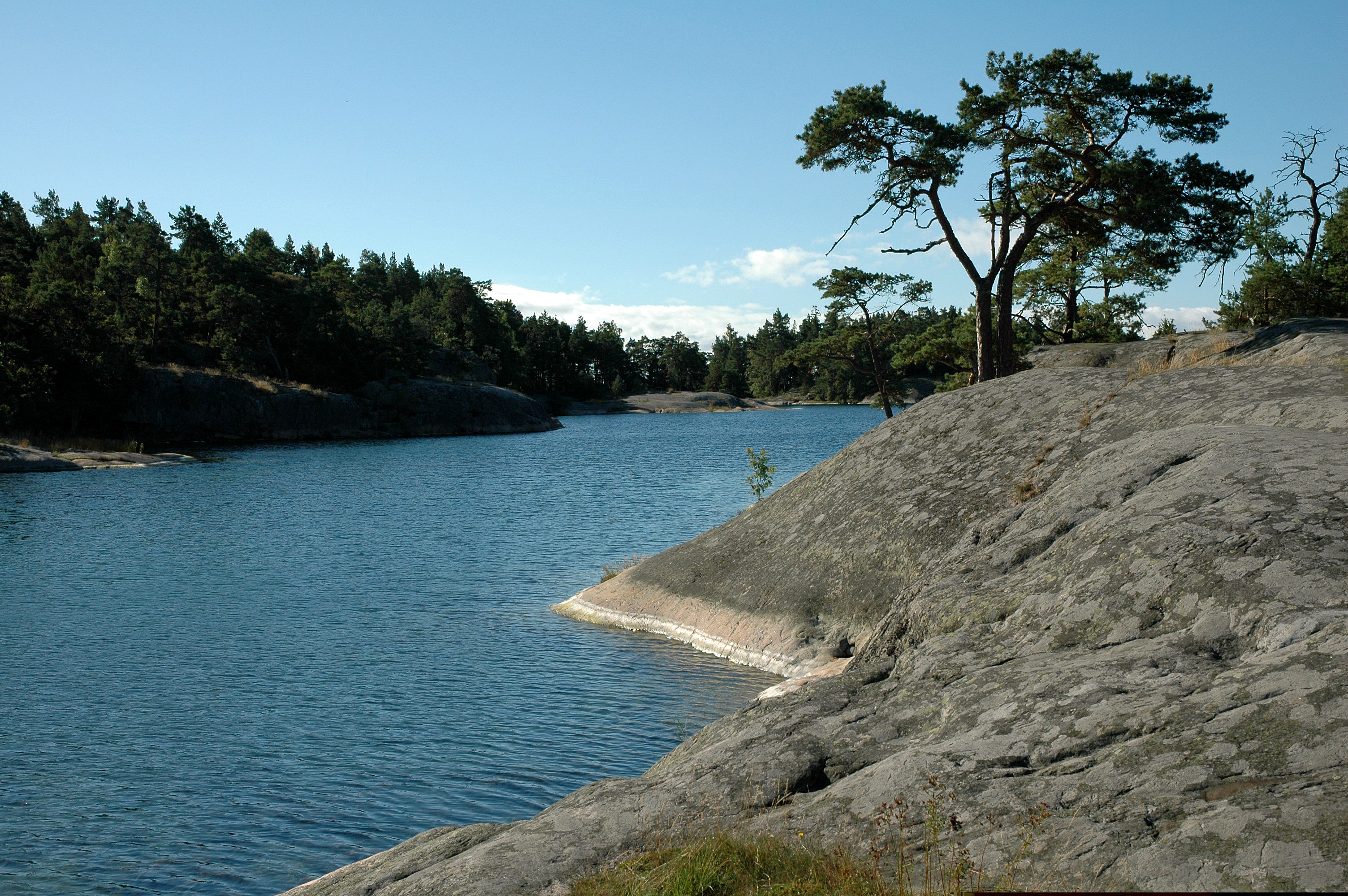
Vik vid Stendörrens naturreservat.

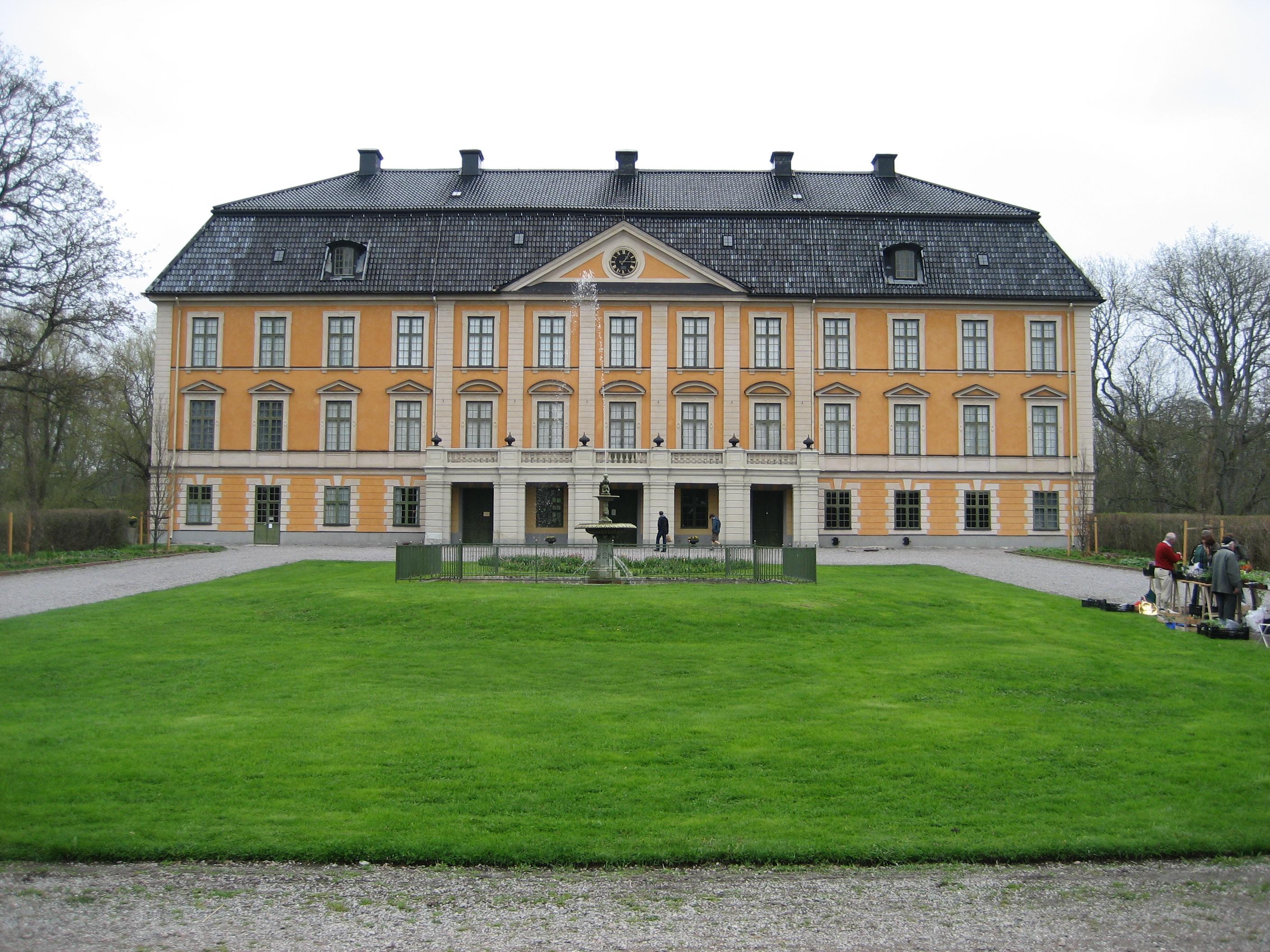
Nynäs slott.

Bälinge socken ligger vid kusten mellan Nyköping och Trosa kring fjärdarna Sibofjärden, Tvären och Trubbofjärden och en skärgård med öar som Ringsö, Långö och Hartsö samt Stendörrens naturreservat. Socknen har odlade slättpartier i väster som omges av kuperad skogsbygd.
Socknen genomkorsas av länsväg 219. 
År 1925 fanns här 1 724 hektar åker och 6 854 hektar skogsmark

## Fornlämningar
Från bronsåldern finns en del spridda gravar. Från yngre järnåldern finns ungefär 20 gravfält.

## Namnet
Namnet (1284 Beling) har flera alternativa tolkningar. Förleden kan vara bale, 'vall eller jämn förhöjning vid strand' och efterleden inbyggarbeteckningen inge. Namnet kan syftat på höjden där kyrkan ligger, på en ö eller en havsvik som tidigt sträckte sig fram till kyrkan. 

## Kända personer från bygden
Finansministern Johan August Gripenstedt begravdes i en nymurad gravkammare på Bälinge kyrkogård den 11 augusti 1874.